# Лас-Пальмас (провінція)
Лас-Па́льмас (ісп. Las Palmas) — провінція Іспанії у складі автономного співтовариства Канарські острови. Адміністративний центр — місто Лас-Пальмас-де-Гран-Канарія, що розташовується на острові Гран-Канарія.
Площа провінції — 4 066 км². Населення — 1 083 502 чол.; густота населення — 266,48 осіб/км². Адміністративно поділяється на 34 муніципалітетів.
Провінція складається з трьох великих (Гран-Канарія, Фуертевентура, Лансароте) і шести менших островів.